# 三尖瓣线

紅色的即為三尖瓣线

三尖瓣线（tricuspoid）也稱為施泰纳曲線（Steiner curve），是有三個尖點的圆内螺线，是一個圓繞著直徑為其三倍的圓內側無滑動滾動時，圓上一點產生的一般旋轮线
三尖瓣线也可以指有三個頂點，之間用向內彎曲的曲線相連的封閉空間，因此三尖瓣线內的空間是非凸集合。

## 方程式
三尖瓣线可以用以下的參數方程表示：
{\displaystyle x=(b-a)\cos(t)+a\cos \left({\frac {b-a}{a}}t\right)\,}
{\displaystyle y=(b-a)\sin(t)-a\sin \left({\frac {b-a}{a}}t\right)\,,}
其中{\displaystyle a}是小圓的半徑，{\displaystyle b}是大圓（也就是小圓在其內側無滑動滾動）的半徑（此處{\displaystyle b=3a}）。
在複變座標下可得
{\displaystyle z=2ae^{it}+ae^{-2it}}.
上述的t可以消去，得到以下的笛卡爾座標下的方程
{\displaystyle (x^{2}+y^{2})^{2}+18a^{2}(x^{2}+y^{2})-27a^{4}=8a(x^{3}-3xy^{2}),\,}
因此三尖瓣线是四階的代數曲線，在極坐標下為
{\displaystyle r^{4}+18a^{2}r^{2}-27a^{4}=8ar^{3}\cos 3\theta \,.}
曲線有三個奇點，是對應{\displaystyle t=0,\,\pm {\tfrac {2\pi }{3}}}的尖點。上述的參數式意味者曲線為有理曲線，也就表示其幾何虧格為零。
三尖瓣线的對偶曲線為
{\displaystyle x^{3}-x^{2}-(3x+1)y^{2}=0,\,}
在原點有一個二重點，若進行一個虛軸上的旋轉{\displaystyle y\mapsto iy}，曲線會變為下式，就可以看到其二重點
{\displaystyle x^{3}-x^{2}+(3x+1)y^{2}=0\,}
在實平面的原點上有二重點。

## 面積及周長
三尖瓣线的面積為{\displaystyle 2\pi a^{2}}，其中{\displaystyle a}為小圓的半徑，其面積是小圓面積的兩倍。
其周長為{\displaystyle 16a}。

## 歷史
早在1599年時，伽利略·伽利莱及马兰·梅森就已開始研究常見的摆线，而奧勒·羅默在1674年研究齒輪的最佳外形時，也有用到摆线。李昂哈德·歐拉認為他是最早（1745年）將三尖瓣线應用在實際光學問題的人。

## 應用
三尖瓣线有應用在許多的數學領域中，舉例如下：
- 三維unistochastic（英语：unistochastic）矩陣複數特徵值的集合即為三尖瓣线。
- SU(3)群裡所有酉矩阵的可能跡的集合會組成三尖瓣线。
- 二個三尖瓣线的交集會形成一群6階的複數Hadamard矩陣（英语：Complex Hadamard matrix）。
- 三角形的所有西姆松線的集合，其包絡線會是三尖瓣线。因為雅各布·施泰纳在1856年描述過此曲線的形狀及對稱性，因此此曲線稱為這稱為施泰纳三尖瓣线，[3]。
- 三角形面積平分線的包絡線會是三尖瓣线，三個頂點是中線的中點。三尖瓣线的三邊是双曲线的弧[4][1]。
- 三尖瓣线屬於掛谷集（英语：Kakeya set）中的掛谷針集合（Kakeya needle set，長度為1的針可以在其中旋轉360度），有科學家認為三尖瓣线是掛谷針問題（Kakeya needle problem，面積最小小的掛谷針集合）的解，後來發現不是。